# Viale Ventuno Aprile
Viale Ventuno Aprile (o XXI Aprile) è una strada di Roma che collega via Nomentana e piazza Bologna. Nell'ambito del quartiere costituisce il confine dell'area signorile nota come Triangolo Verde, di eccezionale pregio architettonico, urbanistico ed ambientale, per la presenza di edifici di qualità - palazzine e villini - inseriti in parchi pubblici e giardini privati. Il lato nord della strada segna l'inizio di abitazioni intensive, relative a un'epoca di maggiore urbanizzazione di Roma . 
Il nome ricorda la leggendaria data di fondazione dell'Urbe, fissata da Marco Terenzio Varrone al 21 aprile 753 a.C. e fu proposto al consiglio comunale di Roma che lo approvò con delibera n. 201 del 21 luglio 1920.

## Luoghi d'interesse
La strada è fiancheggiata dagli imponenti complessi del Comando della Guardia di Finanza e dei Palazzi Federici. Sul lato sud è il muro di cinta di Villa Massimo.
Su incarico del governatorato di Roma, l'impresa Federici realizza i cosiddetti "palazzi Federici", costruiti su progetto dell'architetto Mario De Renzi tra il 1931 e il 1937; all'interno del complesso edilizio si trovava il cinema-teatro XXI Aprile, attivo per soli spettacoli cinematografici e trasformato in supermercato nel 1968.
Il viale, inoltre, ospita il comando generale della Guardia di Finanza, la caserma Piave (1913) e il Monumento ai finanzieri caduti per la Patria durante la prima guerra mondiale, opera dello scultore Amleto Cataldi e inaugurato l'8 dicembre del 1930 alla presenza del re Vittorio Emanuele III di Savoia

## Location cinematografiche
In uno dei palazzi Federici, per gli esterni e parzialmente per gli interni, è stato girato il film Una giornata particolare diretto da Ettore Scola (1977). Nello stesso complesso è stato girato anche il film Romanzo di un giovane povero con Alberto Sordi (1995). All'angolo delle case Federici inizia il fortunato film "Smetto quando voglio" (2014) di Sidney Sibilia.  